# Krásnaya Poliana (Armavir)
Krásnaya Poliana (del ruso: Красная Поляна) es un jútor del ókrug urbano de la ciudad de Armavir, en el krai de Krasnodar de Rusia. Está situada en la orilla izquierda del río Kubán, frente a Prochnookópskaya, 6 km al noroeste de Armavir y 166 km al este de Krasnodar. Tenía 3 523 habitantes en 2010
Es cabeza del ókrug rural Prirechni, al que pertenecen asimismo Tsentrálnaya usadba sovjoza Yubileini, Tsentrálnaya usadba sovjoza Vostok, Yuzhni, Mayak, Tsentrálnaya usadba opytnoi stantsi VNIIMK y Uchjoz EVT.

## Historia
A principios del siglo XX era conocido como Sebeldá.

## Transporte
En la localidad se hallaba el antiguo aeropuerto de Armavir, reconvertido hoy en "Escuela de jóvenes aviadores".